# Полушины
 Полушины  — опустевшая деревня в Орловском районе Кировской области. Входит в состав Орловского сельского поселения.

## География
Расположена на расстоянии примерно 24 км по прямой на северо-запад от райцентра города Орлова.

## История
Известна была как починок Хомяковский с 1727 года, в 1763 66 жителей, в 1802 12 дворов, в 1873 году (Хомяковский или Полушины) было дворов 16 и жителей 113, в 1926 году (деревня Полушины или Хомяковский) 3 и 8, в 1950 23 и 65, в 1989 34 жителя. В 1950-е годы работал колхоз «Полушинский». С 2006 по 2011 год входила в состав Шадричевского сельского поселения.

## Население
Постоянное население составляло 4 человека (русские 100%) в 2002 году, 0 в 2010.